# クーフシュタイン
クーフシュタイン、クフシュタイン（独: Kufstein [ˈkʊfˌʃtaɪ̯n] ( 音声ファイル)）は、オーストリア・チロル州クーフシュタイン郡に属する都市でイン川沿いの低地イン峡谷に広がる。クーフシュタイン郡に3つある市（Stadt）のうちの一つである。ドイツ・バイエルン州と国境を接し、第二次世界大戦後、連合国救済復興機関のフランスセクターであるDPキャンプが立地していた。クーフシュタインのランドマークはクーフシュタイン要塞で、13世紀に最初の記録が残っている。

## 歴史
12世紀頃にはレーゲンスブルク司教領であり、後にバイエルン公領となった。1339年皇帝ルートヴィヒ4世から自治権を、その息子、ブランデンブルク辺境伯 ルートヴィヒから年2回の市場開催権を得た。1504年皇帝マクシミリアン1世はこの都市を奪ってオーストリア領とした。
経済学者フリードリッヒ・リスト（1789年 - 1846年）は、この地に没している。

## 産業
ガラスメーカーのリーデルや銃器メーカーのヴォエレの他、スキー用品やラケットを製造するクナイスルがクーフシュタインを地盤としている。

## ゆかりの人物
- カール・ヴェンドリンガー - 元F1ドライバー
- ニコル・ビッラ - オーストリア女子A代表女子サッカー選手。ドイツ女子ブンデスリーガ・TSG1899ホッフェンハイム所属。

## 交通
インスブルックからドイツ・ローゼンハイムを通過してザルツブルクやウィーンに抜けるアウトバーン12号線がクーフシュタインを経由している。鉄道ではインスブルックからローゼンハイムを経由してザルツブルクやウィーン、もしくはミュンヘンに向かう全ての列車がクーフシュタインにて停車する。

## 姉妹都市
- フラウエンフェルト　スイス
- ロヴェレート イタリア